# Lucas Chanson
Lucas „Luc” Chanson (ur. 29 października 1962) – szwajcarski judoka. Olimpijczyk z Los Angeles 1984, gdzie zajął dwunaste miejsce w wadze półlekkiej.
Uczestnik mistrzostw świata w 1981 i 1983 roku. Brązowy medalista mistrzostw Europy w 1984. Trzeci na ME juniorów w 1980.

## Letnie Igrzyska Olimpijskie 1984
| Konkurencja | Eliminacje           | Eliminacje                 | Eliminacje            | Klas. końcowa |
| Konkurencja | Przeciwnik I         | Przeciwnik II              | 1/4                   | Miejsce       |
| ----------- | -------------------- | -------------------------- | --------------------- | ------------- |
| 65 kg       | Edgar Claure (BOL) Z | Alfredo Chinchilla (NOR) Z | Sandro Rosati (ITA) P | 12.           |